# Denholm, Skottland
Denholm är en ort i Storbritannien. Den ligger i kommunen Scottish Borders och riksdelen Skottland, i den centrala delen av landet. Denholm ligger 87 meter över havet och antalet invånare är 609.
Terrängen runt Denholm är platt åt nordväst, men åt sydost är den kuperad. Denholm ligger nere i en dal. Trakten runt Denholm består i huvudsak av gräsmarker och jordbruksmark.